# Frederick Morgan
Frederick Edgworth Morgan KCB (Paddock Wood, 5 februari 1894 - Northwood, 19 maart 1967) was een Brits generaal tijdens de Tweede Wereldoorlog. Hij fungeerde als stafchef van het geallieerde opperbevel en was in die hoedanigheid de originele planner van de geallieerde invasie in Normandië, bekend onder de codenaam Operatie Overlord.

## Biografie
Morgan studeerde aan de Royal Military Academy in Woolwich. Nadat hij was afgestudeerd werd Morgan aangesteld als tweede luitenant bij de Royal Artillery. Na de uitbraak van de Eerste Wereldoorlog werd hij naar het westfront gestuurd waar hij gewond raakte nadat een projectiel uit een Duitse 15 cm sFH 13 hem op een haar na miste.
In het voorjaar van 1916 werd Morgan gepromoveerd naar kapitein en overgeplaatst naar de 42e (Oost Lancashire) Infanteriedivisie. Hij zou tijdens de oorlog tweemaal een eervolle vermelding krijgen in het dagorder.
Tegen de tijd dat de Tweede Wereldoorlog uitbrak had Morgan de rang van brigadegeneraal bereikt. Hij voerde het bevel over een ondersteuningsgroep die deel uitmaakte van de 51e (Hoogland) Infanteriedivisie, en ontsnapte op 12 juni aan Duitse krijgsgevangenschap, toen de rest van de divisie zich overgaf aan Erwin Rommel.
In maart 1943 werd Frederick Morgan aangesteld als stafchef van het geallieerde opperbevel. Hij kreeg in deze functie drie belangrijke opdrachten: Operatie Cockade (een serie valse operaties om de Duitsers te misleiden), Operatie Rankin (een voor als Duitsland zich plotseling zou overgeven) en Operatie Overlord (de geallieerde invasie in Normandië). Op 2 juni werd hij benoemd tot commandeur in de Orde van het Bad, in 1944 zou hij worden opgewaardeerd naar ridder commandeur.
Reeds in juli 1943 presenteerde hij zijn idee voor Operatie Overlord aan het Britse opperbevel, en enkele dagen later aan het Amerikaanse opperbevel (Joint Chiefs of Staff). Van dit eerste plan zijn enkele belangrijke elementen gebruikt in het uiteindelijke plan: Normandië als locatie (in plaats van bijvoorbeeld Caen of Dieppe), het gebruik van Mulberryhavens, de verdeling van de stranden, het gebruik van luchtlandingstroepen en het gebruik van een afleidingsoperatie (Operatie Fortitude).
Morgan stond bekend als een volgeling van Dwight Eisenhower.

## Militaire loopbaan
- Sergeant: 1908
- Second lieutenant: 18 juli 1913[1]
- Lieutenant: 9 juni 1915[1]
- Tijdelijk Captain: 15 april 1916 - 17 juli 1917[1]
- Captain: 18 juli 1917[1]
- Major: 22 juni 1932[1]
- Brevet Lieutenant-colonel: 1 januari 1934[1]
- Colonel: 28 mei 1938, anciënniteit vanaf: 1 januari 1937[1]
- Tijdelijk Brigadier: 8 augustus 1939 - 27 februari 1942[1]
- Waarnemend Major-general: 28 februari 1941 - 27 februari 1942[1]
- Tijdelijk Major-general: 28 februari 1942 - 11 november 1942[1]
- Major-general: 12 november 1942, anciënniteit vanaf: 13 november 1941 (pensioneringsdatum 29 december 1946)[1]
- Waarnemend Lieutenant-general: 14 mei 1942 -13 mei 1943[1]
- Tijdelijk Lieutenant-general: 14 mei 1943 - 28 december 1946[1]
- Ere-Lieutenant-general: 29 december 1946[1]

## Onderscheidingen
- Orde van het Bad
  - Ridder Commandeur op 24 augustus 1944[3][1]
  - Lid op 2 juni 1943[4][1]
- Eervolle Vermelding
  - 15 mei 1917[5][1]
  - 5 juli 1919[6][1]
- Army Distinguished Service Medal op 16 januari 1948[7][1][3]
- Commandeur in het Legioen van Verdienste op 12 april 1945[3][8]
- Legioen van Eer in 1945[1]
- Croix de guerre in 1945[1]
- Overwinningsmedaille[1]
- 1914-15 Ster[1]
- Britse Oorlogsmedaille[1]